# Duopol
Duopol – sytuacja na rynku, w której konkurują między sobą dwaj przedsiębiorcy i ta forma konkurencji oligopolistycznej jest wykorzystywana do analizy. Najczęściej omawiane modele duopolu to:
- model Cournota, w którym konkurenci o jednakowej sile rynkowej wytwarzają produkt homogeniczny, każdy producent przyjmuje wielkość produkcji konkurenta jako stałą, a obaj przedsiębiorcy jednocześnie podejmują decyzje dotyczące wielkości produkcji,
- model Stackelberga, w którym jeden z konkurentów przyjmuje pozycję lidera, a drugi naśladowcy i dlatego jeden decyduje o wielkości produkcji wcześniej niż drugi,
- model Bertranda, w którym przedsiębiorcy produkują dobro homogeniczne, każdy przyjmuje cenę konkurenta jako stałą, a obaj przedsiębiorcy jednocześnie podejmują decyzje o wysokości ceny.

## Cechy charakterystyczne duopolu
Duopol to sytuacja, w której rynek danego produktu opanowany jest przez dwóch niezależnych producentów, najczęściej w zbliżonych proporcjach. Wejście na rynek kolejnego podmiotu jest utrudnione ze względu na kapitałochłonność i sprzeciw firm tworzących duopol. Duopole prowadzą sprzedaż na rzecz konsumentów na rynku konkurencyjnym, na którym wybór indywidualnego konsumenta nie może mieć wpływu na przedsiębiorstwo. Cechą charakterystyczną zarówno duopolu jest to, że decyzje podejmowane przez sprzedawców są od siebie zależne. Jeżeli jakieś przedsiębiorstwo dokona zmiany w systemie cen lub promocji, drugie również musi się do niego dostosować, aby pozostać w konkurencji. Tak długo, jak produkty są zróżnicowane, firmy mają pewną monopolistyczną władzę, ponieważ każdy produkt będzie miał kilku lojalnych klientów.

## Duopol Cournota
Jest sytuacja, gdy dwóch oligopolistów działających na rynku ustala ilości wytwarzanego produktu w celu maksymalizacji swoich zysków. Produkują oni takie same dobra, co do których nabywcy nie posiadają preferencji. Obie firmy przed podjęciem decyzji próbują przewidzieć ile produktu dostarczy konkurent. Obaj producenci zachowują się jak naśladowcy, przyjmując wielkość produkcji drugiej firmy za daną i stałą.
Głównymi zaletami tego modelu są niższa cena na rynku oraz produkcja większa niż w monopolu. Jednak niewielka liczba konkurentów prowadzi do współzależności w podejmowaniu decyzji. Postępowanie każdej firmy jest więc zależne od zachowania innych przedsiębiorców. Kolejną wadą tego modelu jest fakt, że aspekty takie jak koszty zdobywania informacji, czas oraz niepewność są pomijane.

## Duopol Stackelberga
Jest to szczególny przypadek oligopolu uwzględniający istnienie dwóch firm konkurujących na danym rynku, z których jedna przyjmuje rolę przywódcy ilościowego, a druga jego naśladowcy. Obie firmy podejmując decyzje mają świadomość współzależności. Firmy konkurują poprzez jakość, zabiegi marketingowe i rozwój produktu. W tym modelu cena jest niższa niż w przypadku monopolu, ale jednocześnie wyższa niż w przypadku modelu Cournota. Zysk przedsiębiorstwa „przywódcy” jest wyższy niż w przypadku modelu Cournota, zaś zysk przedsiębiorstwa „naśladowcy” – niższy.

## Duopol Bertranda
Zgodnie z założeniami tego modelu każde z przedsiębiorstw wybiera poziom swojej ceny, dążąc do maksymalizacji zysku i przyjmuje ceny ustalone przez konkurentów za dane. Dobra produkowane przez wszystkie firmy są identyczne. Firmy, zamiast o wielkości produkcji, decydują o poziomie cen swoich produktów.
Główną wadą tego modelu jest to, że konsumenci nie są doskonale poinformowani o cenach w poszczególnych sklepach. Popyt na dobra zależy nie tylko od ceny, ale także od innych czynników niż cena (np. dystans do sklepu czy jakość obsługi).

## Przykłady w biznesie
Przykładem duopolu jest na rynek samolotów cywilnych – amerykański Boeing konkurujący z europejskim Airbusem. Airbus odpowiada na każdy samolot Boeinga, np. A380 jest odpowiedzią na B747 „Jumbo Jet”.